# Adrien Planté (homme politique)
Cet article concerne l'homme politique. Pour le joueur de rugby à XV, voir Adrien Planté. Pour d'autres homonymes, voir Planté.
Pierre, Raymond, Adrien Planté, né le 4 octobre 1841 à Orthez, dans les Basses-Pyrénées, mort le 27 mars 1912 (ibid), est un député français, historien, félibre et homme de lettres.

## Biographie
Fils de Raymond Planté (député de 1852 à 1855 puis conseiller général de 1869 à 1881) et de Jeanne-Marie Emmanuelle de Lestapis Casenave, Adrien Planté suit des études de droit.
Avocat en 1864, il est nommé successivement à Dax en 1867 (comme substitut) puis à Saint-Palais (1873) et Mont-de-Marsan (1876). Il s'y lie notamment avec l'ingénieur et historien des sciences Frédéric Ritter, bonapartiste comme lui et l'abbé Césaire Daugé (1858-1945). Il rencontra également Frédéric Mistral, qu'il accueillit entre Ossau et Bagnères.
Maire d'Orthez, Planté est élu député du 14 octobre 1877 au 7 avril 1878 par 9 193 voix  sur 19719 inscrits contre le républicain Louis Vignancour (grand-père maternel de Tixier Vignancour). Son élection est invalidée et il se représente le 7 avril suivant. Mais, cette fois, l'élu est républicain. 
Président du jury de l'Armanac gascou, et « capdau » ou président de l'école Gaston Fébus (l'Escole), c'est un félibre majoral à partir de 1900. Il eut pour successeur Jean-Victor Lalanne et Simin Palay, contre lequel il s'était opposé au sujet du contenu de la revue Reclams de Biarn et Gascougne (échos de Béarn et Gascogne). On lui doit notamment des contes occitans La Sent pourquii dou diable, counte biarnés de carnabal mais aussi l'édition des Lettres  de la baronne Sophie de Crouseilhes,  de nombreux livres sur le Béarn (L'Ambitieux Castagnas, Une grande baronnie de Béarn du XIIIe au XVIIIe siècle, Le Béarn et les Basses-Pyrénées ; Orthez et ses monuments, Comment parlait Henri IV, plusieurs conférences (Les Basques ont-ils une histoire ?  Les tapisseries des châteaux d'Henri IV...) et quelques monographies des personnalités d'Orthez.